# 维采策
维采策是德国石勒苏益格－荷尔斯泰因州的一个市镇。总面积10.46平方公里，总人口907人，其中男性428人，女性479人（2011年12月31日），人口密度87人/平方公里。